# Bob Crosbie
Bob Crosbie, all'anagrafe Robert Crichton Crosbie (Glasgow, 2 settembre 1925 – Glasgow, 18 febbraio 1994) è stato un calciatore scozzese, di ruolo attaccante.

## Carriera
Esordisce tra i professionisti nel 1947, all'età di 22 anni, con gli inglesi del Bury, con i quali trascorre un biennio nella seconda divisione inglese giocando come riserva (9 presenze totali) ma segnando con buona regolarità (5 reti); passa poi al Bradford PA, con cui tra il 1949 ed il 1953 gioca stabilmente da titolare in terza divisione: nell'arco di quattro campionati segna infatti 72 reti in 139 partite giocate. Dal 1953 al 1955 è invece nuovamente in seconda divisione, all'Hull City: in due stagioni con le Tigers realizza in totale 22 reti in 61 partite di campionato giocate; scende poi nuovamente in terza divisione, al Grimsby Town, con cui nella stagione 1955-1956 è capocannoniere della Third Division North, campionato che vince. Lascia il club al termine della stagione successiva, disputata in seconda divisione (campionato in cui segna 9 reti), dopo complessive 45 reti in 65 partite di campionato giocate. Chiude infine la carriera nel 1958, dopo una stagione da 11 reti in 21 presenze nella prima divisione scozzese al Queen of the South.
In carriera ha totalizzato complessivamente 274 presenze e 144 reti nei campionati della Football League (tutte fra seconda e terza divisione).

## Palmarès

### Club

#### Competizioni nazionali
- Third Division North: 1

Grimsby Town: 1955-1956

### Individuale
- Capocannoniere della Third Division North: 1

1955-1956 (36 gol)